# Jimmy Tatro
James Richard "Jimmy" Tatro, född 16 februari 1992 i Los Angeles i Kalifornien, är en amerikansk skådespelare.
Tatro har bland annat medverkat i TV-serierna The Mighty Ones (2020-2022) och Home Economics (2021-2023). Han har även medverkat i filmerna Theater Camp och The Machine från 2023. År 2026 kommer han dessutom att medverka i filmen Scream 7.

## Filmografi (i urval)
- 2020-2022: The Mighty Ones
- 2021-2023: Home Economics
- 2023: Theater Camp
- 2023: The Machine
- 2026: Scream 7